# 鄭文傑失蹤事件

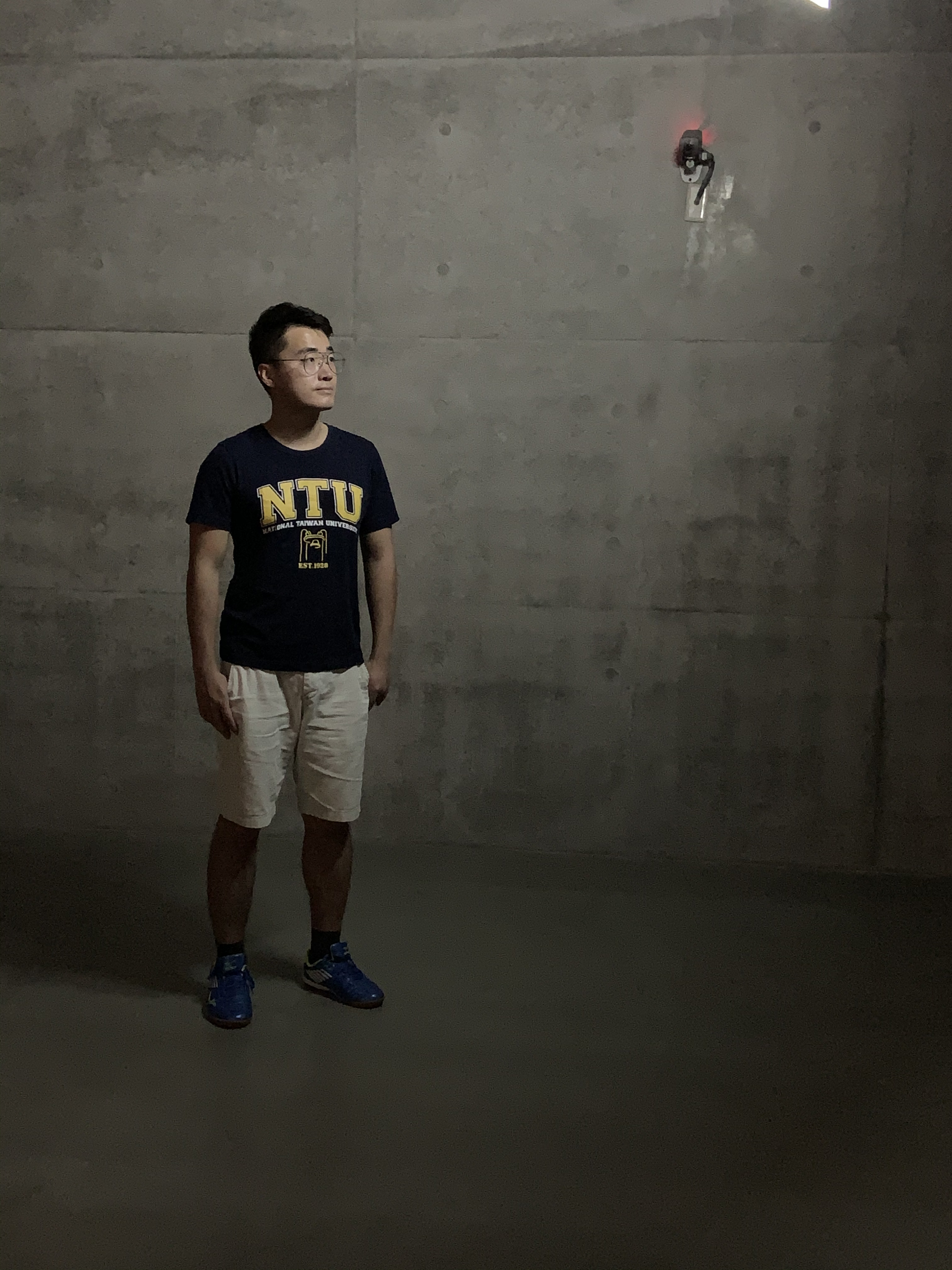
鄭文傑單獨囚禁示意圖

鄭文傑失蹤事件，是指2019年8月8日英国驻香港总领事馆雇员鄭文傑（英語：Simon Cheng）於香港西九龍高鐵站被中国内地警方行政拘留而声称的被強迫失蹤的事件。因事件發生於反對逃犯條例修訂草案運動期間，及因为鄭文傑身份特殊，而廣受中港两地的關注。其後中国警方深圳市公安局罗湖分局对其所声称在内地失踪事件，于2019年8月26日在中国社交媒体“微博”发布情况通报，称郑文杰于深圳违反《中华人民共和国治安管理处罚法》，「多次进行嫖娼行为」，对其处以行政拘留15日。并于8月24日被如期释放。
鄭文傑獲釋之初未有公开露面，到2019年11月20日，他發佈對於失踪事件經過的完整聲明 For the Record: An Enemy of the State - 《紀錄：國家的敵人》，並接受了華爾街日報、每日電訊報及英國廣播公司的采訪，声稱在被拘留期间遭受中國大陸秘密警察「国保」人员刑訊逼供，被要求交代英国在香港反修例抗争中的角色，並在脅迫下承認「嫖娼」及「背叛祖國」的認罪。据鄭文傑称，他是在香港西九龍高鐵站內地口岸區進行边检时被采取强制措施带走。
2020年7月1日，鄭文傑召開線上記者會，表示自己是首名獲英國當局給予政治庇護的香港公民（香港居民）及英國國民海外護照（BNO）持有人，可在英國逗留5年，及後可再申請永久居留權及英國公民資格。

## 相关人物
鄭文傑（英語：Simon Cheng，1990年－），香港居民，在香港屯門生活到中学毕业。2010年到2014年，郑文杰就读国立臺灣大学政治學系国际关系組，就學期间曾至北京大学和东京大学做过短期交换生。
从国立台湾大学毕业后，鄭文傑就读伦敦政治经济学院欧洲政治经济硕士学位，并于2017年毕业，在此期间选修“中国政府与政治”。
2017年底，郑文杰回到香港，成为英国驻香港总领馆苏格兰国际发展局雇员，後因其在2019年8月的失踪事件中受到嫖娼指控以及中国警方的讯问，英国政府将其视作一个安全风险，要求他辞职。

## 失蹤經過
2019年8月8日中午12点，鄭文傑从佐敦家中出发，入境广东省深圳市，出席当日来回的商务会议。8月8日晚18时，鄭文傑进入会所，21时离开。晚22时，郑文杰在发给女朋友的微信中自稱正在搭乘高铁回程，其后即與家人失联。郑文杰事后接受BBC采访时，自称在西九龙站内地口岸区边检时被拦住，并被送上火车押往深圳交给了中国国家安全部门的三名便衣警察。
8月9日，深圳羅湖警方表示“香港居民鄭某傑因違反《中華人民共和國治安管理處罰法》第六十六条之规定（即卖淫嫖娼），被罗湖警方处以行政拘留15日的处罚。
8日10日，鄭文傑的的家属称，香港入境处表示当事人在中国大陆遭到行政拘留，拘留原因及地点不详。
8月21日，中国外交部举行例行记者会，发言人耿爽表示郑文杰因违反《中华人民共和国治安管理处罚法》被深圳警方处以行政拘留15天。记者追问具体案情时，耿爽说“建议向有关部门询问”。同日，名为“释放Simon Cheng”的Facebook专页昨天上载署名为“Simon家人”的声明说：“经律师查证，该案为深圳市公安局负责，但至今仍未能查知Simon被关押于何处，亦未能会见律师。深圳市拘留所、宝安区拘留所、南山区拘留所都没有Simon的影子。广州及深圳的两家派出所，以及广州铁路公安局均称不知道Simon的下落。”“家人感到很无助，很担心Simon的安危，很希望Simon能早日回港。”
8月22日，广东省深圳市罗湖警方公告，香港居民郑某杰在8月9日因违反《中华人民共和国治安管理处罚法》第六十六条之规定（即卖淫嫖娼），被罗湖警方处以行政拘留15日的处罚，没有通报给郑氏家人一事，原因是「應郑本人提出的请求」，鄭文傑於2019年11月20日之公開聲明中否認此說法。
8月24日，深圳市公安局罗湖分局在微博上称，郑文杰已行政拘留期满释放，行政拘留期间公安机关依法保障了郑文杰的各项合法权益，並稱郑文杰对其违法事实供认不讳。同日，Facebook专页“释放Simon Cheng”表示鄭文傑已经返回香港，他與家人希望先休息安頓，暫時不接受採訪，感謝外界關心。該專頁並於26日關閉。
《蘋果日報》報道指，通過閉路電視畫面判斷，涉事按摩場所是位於深圳罗湖区東門中路，有不少香港人光顾的老牌按摩店「麗水雲間休閒會所」，该事件后仍正常營運。

## 鄭文傑称遭酷刑逼供
8月22日，在罗湖警方公布拘留原因后，鄭文傑家人称不会就报道作回应，称“公道自在人心”。8月23日，郑文杰家人的Facebook帐号发文称：“卖淫嫖娼是捏造的罪名。所有人都应该会认为这是个笑话。”当天，耿爽在记者会上，称此次事件不是外交问题，是一起普通的治安案件。
9月9日，郑文杰在Facebook发文：“Pray for Hong Kong！香港加油！”
11月20日，英国广播公司播出鄭文傑受访錄像。录像中，鄭文傑稱自己在深圳被拘留期間遭遇刑求，刑求者自称是国保工作人员。郑文杰被上鐐銬，蒙眼，戴上頭罩，铐在一个X型架子上，並被強迫半蹲長達數小時，若稍微移動即遭毆打腳踝和關節等身體脆弱的部位。此外他還遭到睡眠剝奪，被強迫唱頌中華人民共和國國歌維持清醒。郑文杰也表示，在拘留期間看到一群香港人也遭到逮捕和審訊。審訊人員還將他綁在椅子上，抓扯其頭髮強制利用面部解鎖打開他的手機，翻閱他與英國官方的通聯記錄。在無所收穫之後，中國政府要求他錄下兩段視頻供詞认罪。他說一段是有关「背叛祖國」，另一段则涉及「嫖娼」。录像末尾，主持人询问郑文杰是否嫖娼，郑文杰没有直接回答，而是说“我不想把关注点放在我是否嫖娼上…因為那正是他們（内地政府）想要的”且「没有做任何对不起我所珍惜和爱的人的事情」。郑文杰的书面声明也提到，對於當局經非法程序（包括酷刑、威脅和強迫）蒐證而作出的肆意指控，他一律否認。
在采访中他同时透露“英国领事馆指示工作人员收集有关示威活动的信息和情况”，而郑作为“支持民主运动的人”，得到领事馆的同意加入了一些示威者协调行动的社交群组，并开始向同事汇报所见的情况。领事馆还支付他加班费。鄭文傑和英國政府消息人士都堅稱，他的工作並非用任何方式指揮事件，而是純粹地觀察——就像很多大使館所做的公民社會觀察工作。
鄭文傑接受網媒訪問時表示，被帶到羅湖派出所期間，聽到公安之間耳語「國內安全保衛局」一詞，預告鄭將被控「武裝叛亂及暴亂罪」。當他步入審訊室後，有17至20名警員，當中一半是便衣人員，鄭估計他們是秘密警察，專門處理政治迫害案件，因想盡快脫身才改認嫖娼。國安在審訊期間曾展示他到過連儂牆的相片，令他質疑中共有線人在港工作，甚至混入香港警察。盤問他的部份國安更能操流利粵語，鄭懷疑有港警於內地工作。他已返回英國尋求當地政府保護，盼藉經歷喚起國際社會對失蹤港人關注。

### 深圳警方公佈监控及讯问視頻

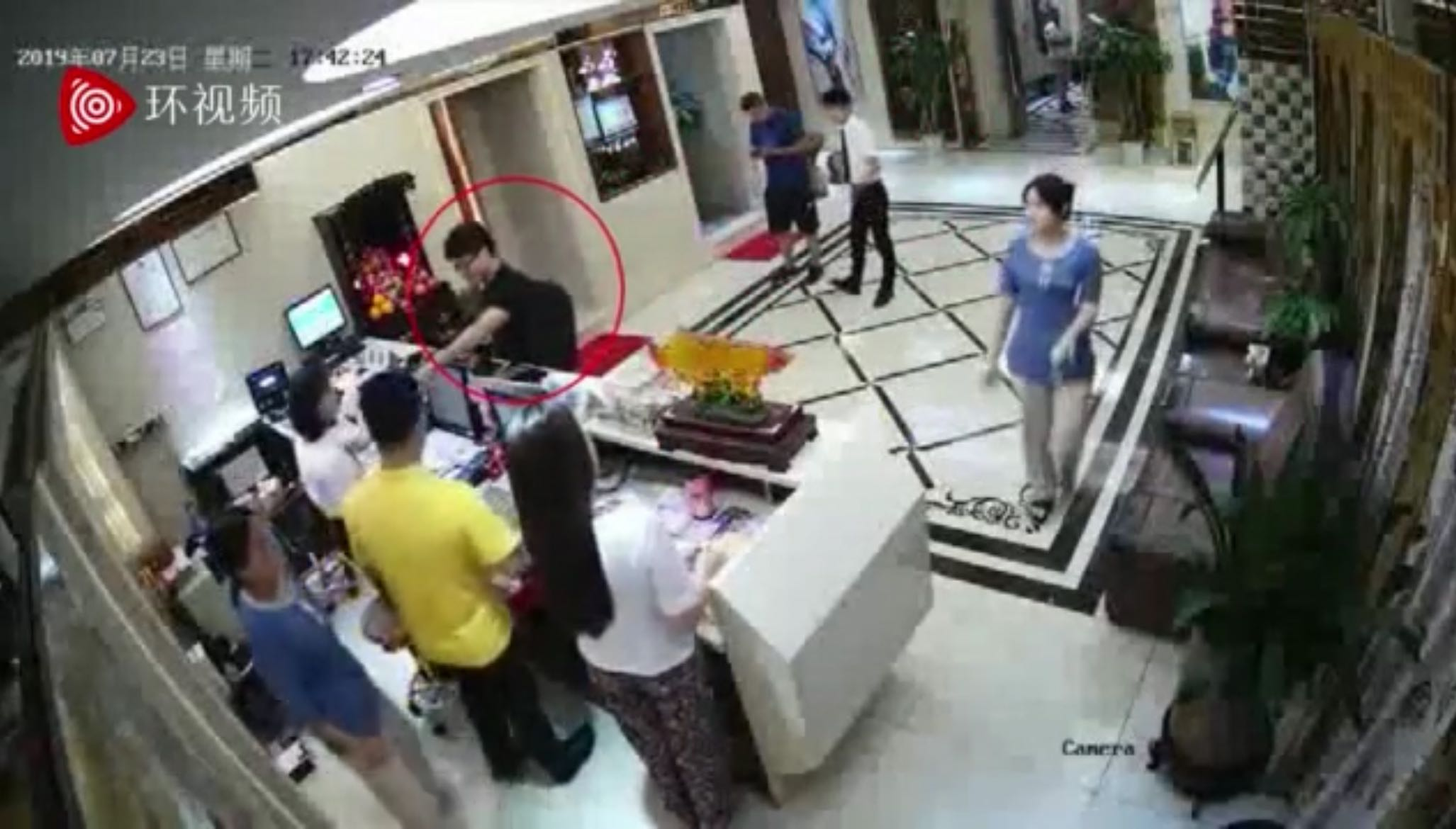
2019年7月23日17:42，郑文杰进入会所

11月21日，中國官方媒體《環球時報》記者公佈從深圳罗湖警方獲取的兩段視頻。第一段視頻顯示，鄭文傑在2019年7月23日、7月31日和8月8日晚间，共計3次出入深圳某會所。
| 日期          | 進入會所時間 | 进入房间时间 | 離開會所時間 |
| ------------- | ------------ | ------------ | ------------ |
| 2019年7月23日 | 17:42        | 17:58        | 20:18        |
| 2019年7月31日 | 18:21        | 18:34        | 20:43        |
| 2019年8月8日  | 18:42        | 18:54        | 21:03        |

第二段視頻則為警方询问郑文杰为何有权利通知而未通知家里人。视频中，郑身穿粉色囚衣，上衣右侧胸口标注“罗拘XXI”，腹部标注“915”。鄭文傑表示“不太好意思告诉家里人知道这件事”“內疚、後悔”“沒臉去見女朋友、家裡人”。中國官方媒體環球時報指其說話「表情自然」且与其11月时自述被虐待的情形不同。環球時報称警方向记者展示了另一段视频，视频中两名女性供述了她们在郑文杰要求下向他提供非法性服务的情况，报道刊登了该视频的一张截图并引述了一名女性的说法“他说如果我给他做了他可以给我多些小费”。
报道称警方表示該案中其審訊、羈押依法依規，完全不存在刑訊逼供，而在8月24日鄭被釋放時「驻所医生对其身体进行了全面检查，身体状况良好」。

## 后续
11月22日，《每日電訊報》报道称“鄭文傑將獲得英國簽證”；而英國廣播公司20日的报道称，鄭文傑已獲得英國的兩年工作簽證。
11月29日，有市民發起晚上7時半，到金鐘的英國駐港總領事館外集會聲援鄭文傑。不少人戴上鄭文傑的面具，並手持標語聲援鄭文傑，並有人舉起英國國旗。英國駐港副總領事其後到門外接收請願信，發起人宣布集會結束。
11月29日，鄭文傑向英國通訊管理局（Ofcom）投訴中國國際電視台（CGTN，又稱中國環球電視網），稱該電視台在英國播放了他被迫認罪的錄像。 鄭文傑否認該指控，稱他被迫招供嫖娼行為，並稱中國警方實際上是在審問他有關英國在香港民主抗議中的角色，鄭文傑說，他被單獨關押在一個秘密地點，並遭受酷刑，認罪視頻是在此之後所錄，電視認罪並非出於自願。該片段於11月21日播出，試圖誤導觀眾，鄭文傑「已經承認違反法律」。2021年2月5日英國通訊管理局（Ofcom）吊銷中國環球電視網的廣播執照，幾周後更罰款22萬5千英鎊，部分原因是該電視網隸屬於中國共產黨，並違反公平、隱私和公正性規定，違反了英國廣播法。「我們發現有關個人受到了不公平的代價，他的個人隱私遭受了無端的侵犯。」 英國通訊管理局說，並補充說 「事實物證指出該廣播公司（CGTN） 使人嚴重懷疑其所謂供詞的可靠性。」節目中播放了兩人在被起訴期間的審前‘供詞’，英國通訊管理局說，它正在考慮進一步的製裁。
2020年1月10日，鄭文傑在Facebook發帖宣佈與香港及中國內地的家屬斷絕關係，以免他們受到騷擾。後来，鄭文傑接受香港《眾新聞》採訪時表示，在斷絕關係聲明發出的兩小時前，母親罕見地在WhatsApp上發訊息要求和他通話。母親在電話中大罵鄭文傑日前接受《大紀元時報》的採訪，透露遭內地人員扣查及審訊的細節。她又要告訴鄭文傑，即使鄭不兼顧自己的安危，也要兼顧女友的安危，這讓鄭文傑感覺很奇怪，因為母親以往不會對他說這種話。他回想起之前遭內地警方審訊的經歷，當時警方了解到他最緊張女朋友，懷疑這次會否有人透過他母親向他傳話。後來，他意識到母親那邊好像開了電話揚聲器，懷疑有人在監聽母子通話。鄭文傑擔心當局對自己的監控逐漸加劇，為保證家人安全，於是公開斷絕關係。
2020年6月14日，在英国广播公司发布的采访錄像中，透露自己曾受託英国駐港领事馆，於反送中期間收集新聞、網路公開資訊、以及在抗爭者群體中收集資訊。英國廣播公司主持人對鄭在受雇期間同時參加反送中運動表達疑惑，行為與間諜無疑。主持人亦直言：「你當時是在監視嗎？鄭先生？」鄭略顯慌張並立即回答：「我的……我的意思是，我有幾個不同的身份。其中一個是我職場的身份，我作為英國駐港領事館僱員，這份工作與政治完全無關。但同時，我的日常身份是香港公民（香港公民），在員工守則中有清楚列明，作爲一名香港公民，自己在香港有參加集會抗議的自由和權利。」
2020年7月1日，鄭文傑召開線上記者會表示去年底向英國內政部申請政治庇護，申請已在6月26日獲批。鄭文傑是首名獲政治庇護的香港居民兼英國國民（海外）（BNO）護照持有人。

## 各方回應

### 中国大陆
2019年8月21日，深圳罗湖警方通报指，“8月9日，香港居民鄭某傑因违反《中华人民共和国治安管理处罚法》第六十六条之规定，被罗湖警方处以行政拘留15日的处罚。”
8月20日，中国外交部发言人耿爽在记者会上称不掌握相关信息。到了2019年8月21日举行的例行记者会，中国外交部发言人耿爽被问道关于英国驻香港总领馆雇员疑似在内地被扣留的问题时，耿爽表示“这不是一个外交问题。根据我目前了解到的情况，这个人因违反《中华人民共和国治安管理处罚法》，被深圳警方处以行政拘留十五日的处罚。”耿爽在其他相关问题中表示“对于英方近来在涉港问题上的一系列言行，我们已经向英方多次提出严正交涉，要求英方停止发表不负责任的言论，停止插手香港事务，停止干涉中国内政，不要再说三道四。英方对此是非常清楚的。”
2019年11月21日，中国警方對於郑文杰于11月20日发布的“对此失踪事件經過的完整聲明 For the Record: An Enemy of the State - 《紀錄：國家的敵人》”及郑文杰在拘留期间警方被媒体质疑违反人权不通知其家属和律师的指责，回应指是「不存在刑訊逼供」的情況。深圳市公安通过媒体公布了两段影片，第一段影片为監控錄像，顯示郑文杰在深圳罗湖麗水雲間休閒會所曾三次于不同时间与不同女性进入会所房间然后离开的过程。，第二段影片则为警方在拘留后的讯问视频。其中内容显示郑对嫖娼的認罪与忏悔。第二段影片中显示，警方在询问郑当时在被公安机关拘捕时，告知其有权利通知其家里人而为何他拒绝通知，郑在视频中表示“因为觉得这件事很丢脸，就不太好意思告诉家里人知道这件事，所以就选择不通知家里人。”与媒体的质疑警方违反人权不符。视频中亦展示了两名女性供述了她们在郑文杰要求下向他提供非法性服务的情况。 

### 香港
8月21日，香港警方举行记者会，被问到郑文杰一事时，警察公共關係科高级警司（媒体联络及传讯）江永祥称，警方调查发现郑文杰经罗湖口岸于8月8日中午离境，其后没有回港纪录，警方联络科有向中国大陆部门询问下落，但没有回复，指香港警方与中国大陆公安有相互通报机制，但行政拘留不包括在机制内，因此警方没有收到中国大陆通知。

### 英國
2019年11月21日，英國外交大臣多米尼克·拉布召見中國駐英大使，表示對鄭文傑在遭到中國大陸警方扣留期間「所遭到的不光彩的虐待感到憤怒」，並期待中國政府追查並追究責任人。
同日中午11時，英國駐華使館在新浪微博發佈了英國外交大臣多米尼克·拉布召見中國駐英大使時的聲明：
鄭文傑是我們團隊重要的一員，他在中國被拘期間被虐待，甚至被動刑。我們對此表示非震驚和驚恐。我召見了中國駐英國大使，表達了我們對鄭文傑殘忍和可恥遭遇的憤怒。這種做法違背了中國在國際社會的義務。我已明確表示，我們希望中方調查此事，並追究相關責任人。英國外交與聯邦事務部正在協助鄭文傑和他的未婚妻，其中包括協助他們來英國。——英國外交大臣多米尼克·拉布
在深圳警方提供的两段視頻公佈後，英國駐華使館的微博账号中的该聲明疑被刪除，22日，英国驻华使馆称并未主動删除此条微博，自己的账号主页仍然可以显示。另外，在英国外交部的网站上，英国外交大臣关于郑文杰事件发言的网页并没有被删除，且刊有中英双语版本。
2020年1月2日，路透引述5名消息人士指，由於中英關係緊張，中國已暫時喊停「滬倫通」計劃。分別來自公職及投資銀行的5名消息人士都曾經就「滬倫通」計劃與中國官員溝通過，當中二人特別強調英國在香港示威問題上的立場，一名人士提及英國對英駐港領事館前僱員（鄭文傑）被拘捕事件的評論。

### 加拿大
8月23日，据路透社报道，加拿大驻香港总领事馆已经暂停香港员工前往中国大陆的行程。耿爽在外交部例行记者会用“君子坦荡荡，小人长戚戚”予以回应。

## 评论
8月23日，香港時事評論員劉銳紹指出，中英關係正處於敏感時期，不禁讓人懷疑整件事情並非官方宣稱的單純，是否背後還有更加複雜的因素，例如中方向英方施壓等。
11月21日，《環球時報》發佈社評《嫖娼者变政治蒙难者，这太有创意了》，諷刺鄭文傑和BBC，稱“一个道德上有严重瑕疵、所编故事根本经不起推敲的人，却受到英国媒体和政府开足马力的支持，他说什么什么就是真的，这才是郑文杰风波最有意思的地方”。
香港律政司司长鄭若驊在伦敦受访时说，不想在所有的事实浮现前做任何评论。
英國駐華使館在新浪微博发布的谴责中方的聲明消失后，其他微博受到中國大陸網友的诸多评论，如「這條微博呢？怎麼刪了？」、「嫖客是你們團隊重要的一員？」、「王子嫖娼與庶民同罪」等，留言共计超過1.6萬條。
2019年11月22日，英國廣播公司有文章引述網民評論稱有多個疑点，例如監控錄像所顯示的場所比較像是一個按摩與洗浴會所，不能夠直接證明鄭文傑有參與嫖娼，而且當地出現夫妻帶小孩進入「會所」的不尋常畫面，亦有網民質疑嫖娼都是現場抓拿．不會在事後過關時才被追究，又質疑公安如何知道鄭文傑在房間裏做了甚麼。
《蘋果日報》報道表示“鄭文傑光顧的會所「麗水雲間」並沒有在內地的色情論壇中被提及，記者的調查也沒有發現「麗水雲間」有提供成人服務”，“認為「麗水雲間」只是一普通場所。”《環球時報》報導表示警方向环球时报提供了两段视频，第一段视频展现了郑文杰在深圳罗湖某会所于3个不同时间与不同女性进入会所房间然后离开的过程，以及他自己面对镜头对嫖娼的忏悔。警方表示，他们根据郑文杰的交代情况对相关场所进行调查，查明郑文杰分别于7月23日、7月31日和8月8日到同一场所进行了嫖娼。”

## 外部連結
- 鄭文傑接受英國LADbible訪問講述經過 （页面存档备份，存于）